# Дедиње
Дедиње је отмено стамбено насеље Београда. Налази се на општини Савски венац, једној од најстаријих општина у Београду.
Кућа цвећа, односно место где је сахрањен бивши председник СФРЈ Јосип Броз Тито, налази се на Дедињу.

## Положај
Насеље Дедиње се простире на падинама Топчидерског брда јужно од данашњих улица Теодора Драјзера и Љутице Богдана према Бањици, западно од Бањичке шуме и источно од долине Топчидерске реке. Последњих деценија се појам Дедиња проширио на север све до Сењака, Мостара и Прокопа, обухватајући улице Ужичка и Толстојева, које нису биле део првобитног насеља.

## Име и постанак
Пре него што је гушће насељено, Дедиње је било прекривено виноградима, воћњацима и њивама. У прошлости се помињу имена Дедија, Мала Дедија и Дедина. На аустријским картама из XVIII века помиње се брдо "Dedinberg". На њему се 1789. налазио аустријски логор, а било је оивичено данашњим улицама Теодора Драјзера, Булевар кнеза Александра Карађорђевића, Велисава Вуловића, Милана Благојевића Шпанца и Патријарха Павла. Тај простор је и данас густо пошумљен и махом ненасељен. Постоје различита мишљења о пореклу топонима Дедиње. По једној теорији топоним потиче од назива деде, који се давао старешини текије, муслиманског манастира. Према турском попису из 1560. године једна од београдских текија је управо овде имала своје винограде. Ипак, вероватније је да је порекло српско, са значењем дедино брдо. Ширење насеља почиње после Првог светског рата, а интензивира се током изградње дедињских дворова породице Карађорђевић 1924.-1936. Многи имућни Београђани: индустријалци, банкари, трговци, политичари почели су градњу раскошнијих летњиковаца, а са временом и правих породичних вила.

## Карактеристике
Један од најлепших и најшумовитијих делова Београда. Насеље углавном чине приватне куће, међу којима је неколико десетина предратних вила изузетне архитектонске вредности. На ободима насеља и дуж главних улица изграђене су након Другог светског рата савремене стамбене зграде. Урбанистичка слика је донекле нарушена нелегалном градњом током деведесетих година. Главне и најпрометније улице у крају су Булевар кнеза Александра Карађорђевића, Незнаног јунака, Теодора Драјзера и Љутице Богдана. Раскрсница ове четири улице представља својеврсни центар насеља, са пар здравствених институција у близини: велики клиничко-болнички центар Др Драгиша Мишовић, Железничка болница и Специјална болница за болести зависности. На Дедињу су и Виша школа за образовање васпитача, Четврта београдска гимназија, Школа за дизајн, основна школа и неколико предшколских установа. На Дедињу је и зграда РТВ Пинк. Генералштаб Војске Србије након НАТО агресије 1999. године измештен је овде, а од раније се у насељу налази још неколико војних објеката као што су Гардијски дом и касарна Дедиње. Велики број амбасада и дипломатских представништава налази се на Дедињу, те и источни део насеља недалеко од стадиона Црвене звезде носи назив Дипломатска колонија. Туристички најзанимљивија места су Музеј историје Југославије и дворски комплекс Карађорђевића. Оба места годишње посети више хиљада људи.
У срцу насеља се налази Вила Мир једно од најлепших здања у Београду.

## Саобраћај
Дедиње је добро повезано са другим деловима Београда. Кроз центар насеља пролазе тролејбуске линије 40 (Звездара — Бањица 2) и 41 (Студентски трг — Бањица 2), аутобуске линије 34 (Топчидерско брдо /Сењак/ — Пере Велимировића), 42 (Славија /Бирчанинова/ — Бањица — Петлово брдо), 49 (Баново брдо — Насеље Степа Степановић), 59 (Славија /Бирчанинова/ — Петлово брдо), 78 (Земун — Бањица 2),  и 94 (Блок 45 — Ресник /Едварда Грига/ ), као и ноћна аутобуска линија 47 (Трг Републике —Миљаковац 3 — Ресник /Железничка станица/ ). Главни прилази Дедињу из центра Београда су из улице Кнеза Милоша преко Мостарске петље и из Булевара Ослобођења преко Аутокоманде.

## Спорт
На Дедињу и у његовој непосредној близини се налазе и стадиони два највећа фудбалска клуба у Србији, Партизан и Црвена звезда. Поред ова два клуба овде је и седиште фудбалског клуба Дедиње.